# 유형원선생묘
유형원선생묘(柳馨遠先生墓)는 대한민국 경기도 용인시 처인구 백암면 석천리에 있는, 조선시대의 유형원 선생의 묘소이다. 1976년 8월 27일 경기도의 기념물 제32호로 지정되었다.

## 개요
조선시대 실학자로 근대사회에 새로운 학풍을 일으키는데 큰 역할을 한 반계(磻溪) 유형원(1622∼1673) 선생의 묘소이다.
광해군 14년(1622)에 서울에서 태어난 선생은 5세부터 공부를 시작하여 7세에는 서경을 읽고 20세에는 문장이 뛰어나 주위사람들을 놀라게 했다고 한다. 선생은 단 한번 진사 시험에 합격하였을 뿐 관직에는 관심이 없었다. 효종 4년(1653)에 32살의 젊은 나이로 전라북도 부안에 내려가 농촌에서 생활하면서 학문 연구와 저술에 몰두하였다.
그의 저서『반계수록』에 의하면 나라를 부강하게 하고 농민들의 생활을 안정시키기 위해서는 토지제도를 개혁하여 자영농민을 육성해야 한다고 했다. 이 밖에 정치·경제·문화 전반에 걸친 개혁안을 체계적으로 제시하였다. 선생은 실학을 학문의 위치로 자리잡게 하였으며 평생을 국가와 민족의 장래를 걱정하며 실학의 선구자로 많은 업적을 남겼다.
묘역 안에는 혼이 머물고 간다는 직사각형의 혼유석(魂遊石)이 마련되어 있고 그 좌우에는 문인석 1쌍이 배치되어있다. 묘 주위로는 반원형으로 담이 둘러져 있다.

## 같이 보기
- 유형원

## 참고 문헌
- 유형원선생묘 - 국가유산청 국가유산포털